# Arrondissement Vannes
Das Arrondissement Vannes ist eine Verwaltungseinheit im französischen Département Morbihan innerhalb der Region Bretagne. Verwaltungssitz (Präfektur) ist Vannes.

## Kantone
Im Arrondissement liegen neun Kantone:
- Grand-Champ (mit 6 von 17 Gemeinden)
- Guer
- Moréac (mit 14 von 23 Gemeinden)
- Muzillac
- Questembert
- Séné
- Vannes-1
- Vannes-2 (mit 8 von 10 Gemeinden)
- Vannes-3

## Gemeinden
Die Gemeinden (INSEE-Code in Klammern) des Arrondissements Vannes sind:
| 1. Allaire (56001)                 | 2. Ambon (56002)                    | 3. Arradon (56003)                | 4. Arzal (56004)                  |
| 5. Arzon (56005)                   | 6. Augan (56006)                    | 7. Baden (56008)                  | 8. Béganne (56011)                |
| 9. Beignon (56012)                 | 10. Berric (56015)                  | 11. Billiers (56018)              | 12. Bohal (56020)                 |
| 13. Bono (56262)                   | 14. Brandivy (56022)                | 15. Caden (56028)                 | 16. Camoël (56030)                |
| 17. Carentoir (56033)              | 18. Caro (56035)                    | 19. Colpo (56042)                 | 20. Cournon (56044)               |
| 21. Le Cours (56045)               | 22. Damgan (56052)                  | 23. Elven (56053)                 | 24. Férel (56058)                 |
| 25. Les Fougerêts (56060)          | 26. La Gacilly (56061)              | 27. Grand-Champ (56067)           | 28. Guer (56075)                  |
| 29. Le Guerno (56077)              | 30. Le Hézo (56084)                 | 31. Île-aux-Moines (56087)        | 32. Île-d’Arz (56088)             |
| 33. Larmor-Baden (56106)           | 34. Larré (56108)                   | 35. Lauzach (56109)               | 36. Limerzel (56111)              |
| 37. Lizio (56112)                  | 38. Locmaria-Grand-Champ (56115)    | 39. Locqueltas (56120)            | 40. Malansac (56123)              |
| 41. Malestroit (56124)             | 42. Marzan (56126)                  | 43. Meucon (56132)                | 44. Missiriac (56133)             |
| 45. Molac (56135)                  | 46. Monteneuf (56136)               | 47. Monterblanc (56137)           | 48. Muzillac (56143)              |
| 49. Nivillac (56147)               | 50. Noyal-Muzillac (56149)          | 51. Péaule (56153)                | 52. Peillac (56154)               |
| 53. Pénestin (56155)               | 54. Plaudren (56157)                | 55. Plescop (56158)               | 56. Pleucadeuc (56159)            |
| 57. Ploeren (56164)                | 58. Plougoumelen (56167)            | 59. Pluherlin (56171)             | 60. Porcaro (56180)               |
| 61. Questembert (56184)            | 62. Réminiac (56191)                | 63. Rieux (56194)                 | 64. La Roche-Bernard (56195)      |
| 65. Rochefort-en-Terre (56196)     | 66. Ruffiac (56200)                 | 67. Saint-Abraham (56202)         | 68. Saint-Armel (56205)           |
| 69. Saint-Avé (56206)              | 70. Saint-Congard (56211)           | 71. Saint-Dolay (56212)           | 72. Saint-Gildas-de-Rhuys (56214) |
| 73. Saint-Gorgon (56216)           | 74. Saint-Gravé (56218)             | 75. Saint-Guyomard (56219)        | 76. Saint-Jacut-les-Pins (56221)  |
| 77. Saint-Jean-la-Poterie (56223)  | 78. Saint-Laurent-sur-Oust (56224)  | 79. Saint-Malo-de-Beignon (56226) | 80. Saint-Marcel (56228)          |
| 81. Saint-Martin-sur-Oust (56229)  | 82. Saint-Nicolas-du-Tertre (56230) | 83. Saint-Nolff (56231)           | 84. Saint-Perreux (56232)         |
| 85. Saint-Vincent-sur-Oust (56239) | 86. Sarzeau (56240)                 | 87. Séné (56243)                  | 88. Sérent (56244)                |
| 89. Sulniac (56247)                | 90. Surzur (56248)                  | 91. Théhillac (56250)             | 92. Theix-Noyalo (56251)          |
| 93. Le Tour-du-Parc (56252)        | 94. Tréal (56253)                   | 95. Trédion (56254)               | 96. Treffléan (56255)             |
| 97. La Trinité-Surzur (56259)      | 98. Vannes (56260)                  | 99. La Vraie-Croix (56261)        |                                   |

## Neuordnung der Arrondissements 2017

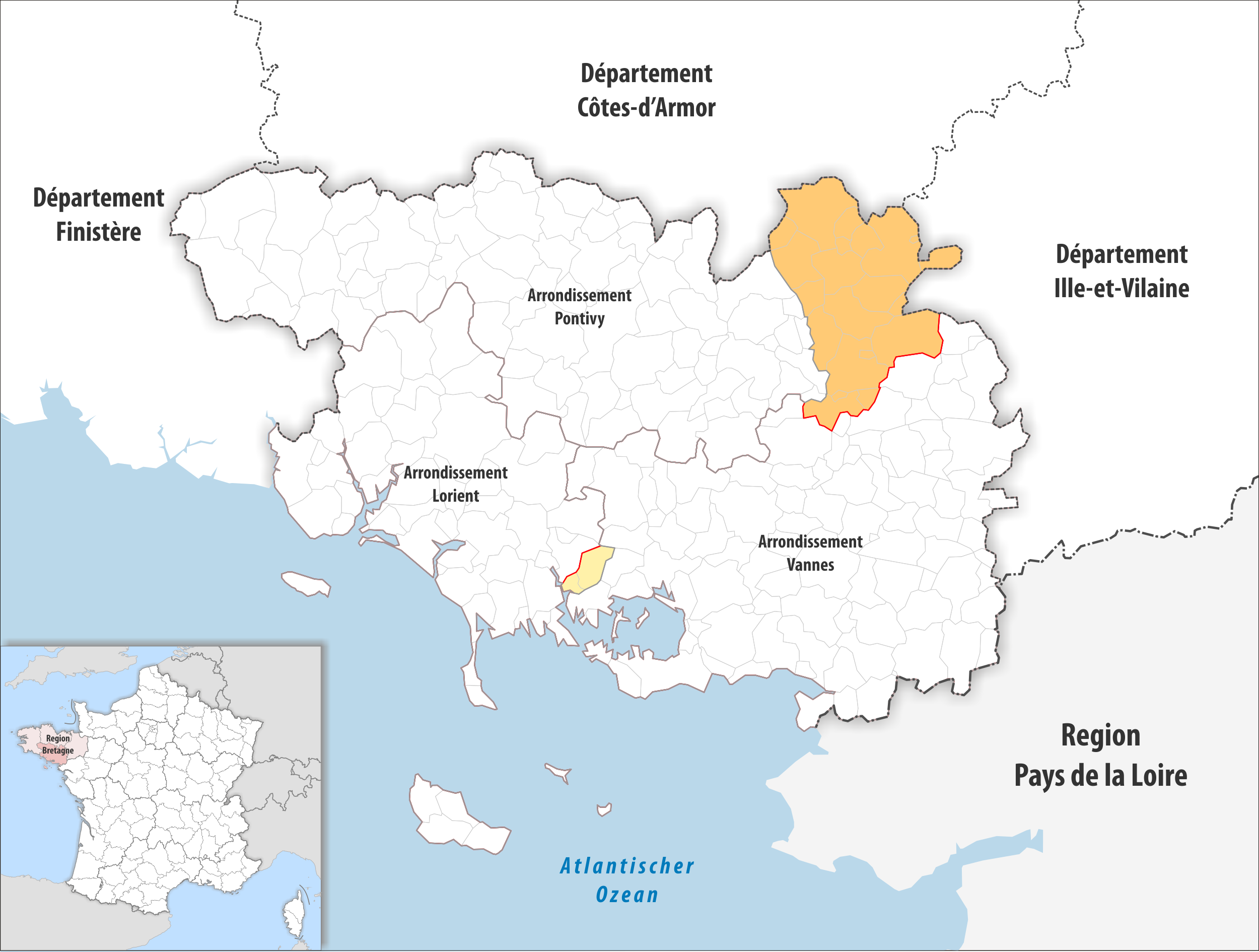
Arrondissementsanpassungen im Jahr 2017

Durch die Neuordnung der Arrondissements im Jahr 2017 wurde die Fläche der 20 Gemeinden Brignac, Campénéac, Concoret, Évriguet, Gourhel, Guilliers, Loyat, Mauron, Ménéac, Mohon, Monterrein, Montertelot, Néant-sur-Yvel, Ploërmel, Saint-Brieuc-de-Mauron, Saint-Léry, Saint-Malo-des-Trois-Fontaines, Taupont, Tréhorenteuc und La Trinité-Porhoët sowie die Fläche der zwei ehemaligen Gemeinden La Chapelle-Caro und Le Roc-Saint-André vom Arrondissement Vannes dem Arrondissement Pontivy zugewiesen.
Dafür wechselte die Fläche der zwei Gemeinden Bono und Plougoumelen vom Arrondissement Lorient zum Arrondissement Vannes.

## Ehemalige Gemeinden seit der landesweiten Neuordnung der Kantone
bis 2016: La Chapelle-Caro, Noyalo, Le Roc-Saint-André, Theix
bis 2017: La Chapelle-Gaceline, Glénac, Quelneuc